# Monohelea uruguayensis
Monohelea uruguayensis är en tvåvingeart som beskrevs av Felippe-bauer och Gustavo R. Spinelli 1998. Monohelea uruguayensis ingår i släktet Monohelea och familjen svidknott. Inga underarter finns listade i Catalogue of Life.